# Pożary lasów w Izraelu (2010)
Pożary lasów w Izraelu – rozległy pożar lasów w paśmie Góry Karmel na południe od Hajfy w północnym Izraelu, rzekomo spowodowany przez wypalanie nielegalnych wysypisk odpadów. Pożar trwający od 2 do 5 grudnia pochłonął około 44 ofiar oraz zmusił lokalne władze do ewakuacji ponad 13 tys. osób z kilku miejscowości zagrożonych pożarami. Według wstępnych obliczeń straty w środowisku oceniono na 20 km² spalonego lasu, szacunkowo 1,5 miliona drzew spalonych w pożarze.
Pożar został określony jako największy w historii Izraela.

## Pomoc międzynarodowa
Izrael poprosił o pomoc z różnych krajów, w tym Stany Zjednoczone, Turcję i Grecję. Swoją pomoc do walki z ogniem zaproponowały także rządy Azerbejdżanu, Bułgarii, Chorwacji, Cypru, Francji, Jordanii, Rumunii, Rosji, Hiszpanii i Wielkiej Brytanii.
Premier Izraela Binjamin Netanjahu rozmawiał przez telefon ze swoim tureckim odpowiednikiem Recep Tayyip Erdoğan i wyraził nadzieję, że współpraca ta przyczyni się do poprawy stosunków między obu krajami, które znacznie się pogorszyły od czasu incydentu u wybrzeży Strefy Gazy z maja 2010 roku.
Następujące kraje wysłały już pomoc lub wyraziły chęć jej udzielenia Izraelowi:
| - Azerbejdżan dwa samoloty przeciwpożarowe, - Niemcy samolot przeciwpożarowy, - Bułgaria 2 samoloty przeciwpożarowe i 120 strażaków; - Cypr samolot przeciwpożarowy, - Chorwacja 2 samoloty przeciwpożarowe, - Egipt samolot przeciwpożarowy, - Hiszpania 4 samoloty przeciwpożarowe, - Stany Zjednoczone środki gaśnicze, - Francja 4 samoloty przeciwpożarowe, | - Grecja 4 samoloty przeciwpożarowe i jeden samolot transportowy, - Włochy samolot przeciwpożarowy, - Jordania 3 samochody pożarnicze, - Wielka Brytania 3 samoloty przeciwpożarowe, - Rumunia samolot przeciwpożarowy, - Rosja 3 samoloty i jeden śmigłowiec, - Szwajcaria samolot przeciwpożarowy, - Turcja 2 samoloty przeciwpożarowe |

W dniu 3 grudnia, weszło do walki z ogniem pierwszych siedem samolotów z pomocy zagranicznej z Bułgarii, Grecji, Cypru i Azerbejdżanu, w gotowości są kolejne samoloty z Turcji, Egiptu i innych krajów.
4 grudnia pożar nadal trwał i przewidywano, że walka może potrwać około jeden tydzień, ostatecznie pożary opanowano dzień później, 5 grudnia 2010.